# 矮仔財
矮仔財（1916年11月7日—1992年），本名鐘福財，藝名張福財，為臺灣電影、電視演員。

## 生平
1934年，矮仔財曾和臺灣多位歌手一同搭船到日本東京錄製唱片。而這也是唯一的一次跟古倫美亞唱片合作，共灌製了五首作品。之後回台灣更以「福財」之本名發表了〈啼笑姻緣〉、〈三姊妹〉、〈凱旋詞〉、〈回想情史〉及〈風流陳三〉等作品。
1956年起開始拍攝電影，主要演出台語電影。瘦小的他常與壯碩的玲玲以及走紳士路線的戽斗搭檔演喜劇，最活躍期間約為1956年－1960年之間，根據統計他參與演出的電影至少有200部左右。
1959年，電影《王哥柳哥遊台灣》，片中飾演「柳哥」一角。導演－李行 / 張方霞 / 田豐。
1962年，矮仔財以電影《宜室宜家》獲得第1屆金馬獎『最佳男配角』。
1970年，台語片沒落，矮仔財與玲玲、戽斗在侯世宏引薦下，進中視當基本演員，共演出20多部的電視劇。
1991年，矮仔財獲得行政院新聞局所頒發的「喜劇泰斗藝冠群倫」的獎項。
1992年，他因肺功能衰竭去世，享壽77歲。

## 外部連結
- 臺灣有影 （页面存档备份，存于）
- 臺灣大百科全書 （页面存档备份，存于）
- 中文電影資料庫 （页面存档备份，存于）
- 矮仔財在互联网电影资料库（IMDb）上的資料（英文）（英文）
- 矮仔財在香港影庫上的簡介